# 1922 في فنلندا
فيما يلي قوائم الأحداث التي وقعت خلال عام 1922 في فنلندا.

## سياسة

### تعيين في المنصب
- 5 سبتمبر – رودولف هولستي عضو برلمان فنلندا  [لغات أخرى]‏.
- 14 نوفمبر – كووستي كاليو رئيس وزراء فنلندا.

### انتهاء فترة المنصب
- 14 فبراير – هيكي ريتافووري عضو برلمان فنلندا  [لغات أخرى]‏، وزير الداخلية [الإنجليزية]‏.
- 20 مايو – رودولف هولستي وزير الخارجية [الإنجليزية]‏.

## مواليد

### نوفمبر
- 22 نوفمبر – إليسا ألتو مهندسة معمارية فنلندية.

## وفيات

### فبراير
- 14 فبراير – هيكي ريتافووري (مواليد 1880) سياسي فنلندي.